# Kurgalskij

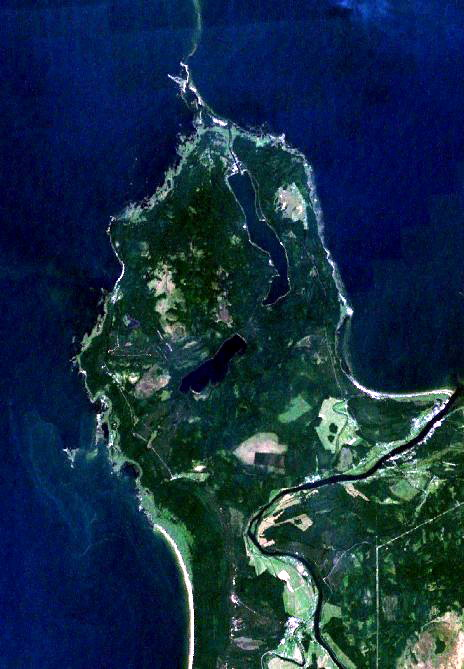
Satellitbild över Kurgaliskijhalvön.

Kurgalskij (ryska: Кургальский полуостров) är en halvö i Leningrad oblast i Ryssland. Den ligger utmed Finska vikens södra strand nära gränsen till Estland. Kurgalskij avgränsas i väster av Narvabukten och i öster av Lugabukten. Från halvöns nordspets, Pitkenen-Nos, sträcker sig ett långt rev, inklusive några mindre öar, ut i Finska viken. Halvön är sank med flera våtmarker och sjöar och större delen är skyddad som naturreservat. På Kurgalskij är folkgruppen ingrer bosatta.

### Fotnoter
1. ↑  Mys Kurgal’skiy hos Geonames.org (cc-by); läst 2017-12-18